# 福利佐
福利佐（義大利語：Foglizzo），是意大利北部皮埃蒙特大区都靈廣域市的一个市镇。总面积15.7平方公里，总人口2372，人口密度151.1人/平方公里（2010年12月31日）。